# Diana Neave, Baroness Airey of Abingdon
Diana Josceline Barbara Neave, Baroness Airey of Abingdon (* 7. Juli 1919; † 27. November 1992 in Charlbury, Oxfordshire) war eine britische Politikerin der Conservative Party. Seit August 1979 war sie als Life Peeress Mitglied des House of Lords.

## Leben
Diana Josceline Barbara Giffard wurde als Tochter von Thomas Arthur Walter Giffard, MBE, und dessen Ehefrau Angela Erskine Trollope (1896–1965), der älteren Tochter und Erbin von Sir William Henry Trollope, 10.  Baronet, geboren. Ihre Eltern lebten in Chillington Hall, Wolverhampton in der Grafschaft Staffordshire. Ihr Vater war Deputy Lieutenant (DL) für die Grafschaft Staffordshire und Friedensrichter.
Giffard wurde in eine wohlhabende Familie hineingeboren. Sie erhielt Privatunterricht und besuchte Schulen im Ausland. Während des Zweiten Weltkriegs arbeitete sie als Krankenschwester in einem Krankenhaus der Royal Air Force. Ihr politisches und diplomatisches Talent wurde durch einen Mitarbeiter des Foreign Office entdeckt. Sie wurde zum Britischen Geheimdienst abgeordnet und arbeitete als Geheimdienstoffizier und Verbindungsoffizier im War Office. Sie war insbesondere als Verbindungsoffizier zur Polnischen Exilregierung in London eingesetzt.
Im War Office lernte sie auch ihren späteren Ehemann, den britischen Armeeoffizier, Barrister und späteren Politiker der Conservative Party Airey Neave kennen. Beide waren mit streng geheimen und vertraulichen politischen Angelegenheiten beschäftigt; sie sprachen jedoch nie miteinander über ihre jeweiligen geheimen Aufgaben im War Office. Airey Neave wurde 1953 für den Wahlkreis Abingdon ins House of Commons gewählt. Neave unterstützte in den folgenden Jahren die politische Arbeit ihres Mannes; sie war Gastgeberin bei Einladungen und Dinnerpartys und übernahm Wohltätigkeitsaufgaben im Wahlkreis ihres Ehemanns. Sie arbeitete ehrenamtlich für das Conservative Central Office. Airey Neave wurde im März 1979, durch eine Autobombe, die unter seinem Wagen explodierte, als er aus der Parkplatzanlage des Palace of Westminster herausfuhr, getötet. Die Irish National Liberation Army (INLA) bekannte sich zu seiner Ermordung.     
In späteren Jahren war sie Treuhänderin (Trustee) des National Heritage Memorial Fund, des Dorneywood Trust und der Stansted Park Foundation. Sie war Präsidentin (President) der Anglo-Polish Conservative Society. Sie war außerdem Treuhänderin des Imperial War Museum, eine Aufgabe, der sie sich mit besonderem Interesse widmete.
Teile ihres Briefwechsels mit Margaret Thatcher befinden sich im Nachlass Thatchers im Churchill College der University of Cambridge.

## Mitgliedschaft im House of Lords
Am 6. August 1979 wurde Naeve zur Life Peeress ernannt und wurde Mitglied des House of Lords; sie trug den Titel Baroness Airey of Abingdon, of Abingdon in the County of Oxford. Im House of Lords saß sie für die Conservative Party. Am 7. November 1979 wurde sie, mit Unterstützung von Peter Thorneycroft, Baron Thorneycroft of Dunton und Janet Young, Baroness Young, offiziell ins House of Lords eingeführt. Ihre Antrittsrede hielt sie am 12. Februar 1980 zur National Heritage Bill.
Im Hansard sind Wortbeiträge Neaves im House of Lords aus den Jahren von 1980 bis 1986 dokumentiert. Am 16. April 1986 meldete sie sich in der Sizewell Power Stations-Debatte letztmals zu Wort.
Im House of Lords war sie 1986–1987 Mitglied des Sonderausschusses mit Zuständigkeit für die Europäischen Gemeinschaften (Select Committee on European Communities; Sub-Committee F). Sie vertrat 1983–1984 das Vereinigte Königreich als Mitglied in der North Atlantic Assembly.

## Ehe
Diana Josceline Barbara Giffard heiratete am 29. Dezember 1942 Airey Neave, den älteren Sohn und das älteste Kind von Sheffield Airey Neave (1879–1961) und dessen erster Ehefrau Dorothy Middleton († 1943); Sheffield Airey Naeve selbst war der Enkel von Sir Thomas Neave, 2. Baronet aus der Linie der Neave Baronets. Sie trug den Ehenamen Neave. 1979 nahm sie den Namen Neave als ersten Nachnamen (Rufnamen) an, mit Airey als zweiten Nachnamen und Zusatznamen.